# Rio das Antas (Oberer Ivaí)
Der Rio das Antas ist ein etwa 19 km langer rechter Nebenfluss des Rio Ivaí in der Mitte des brasilianischen Bundesstaats Paraná.

## Etymologie und Geschichte

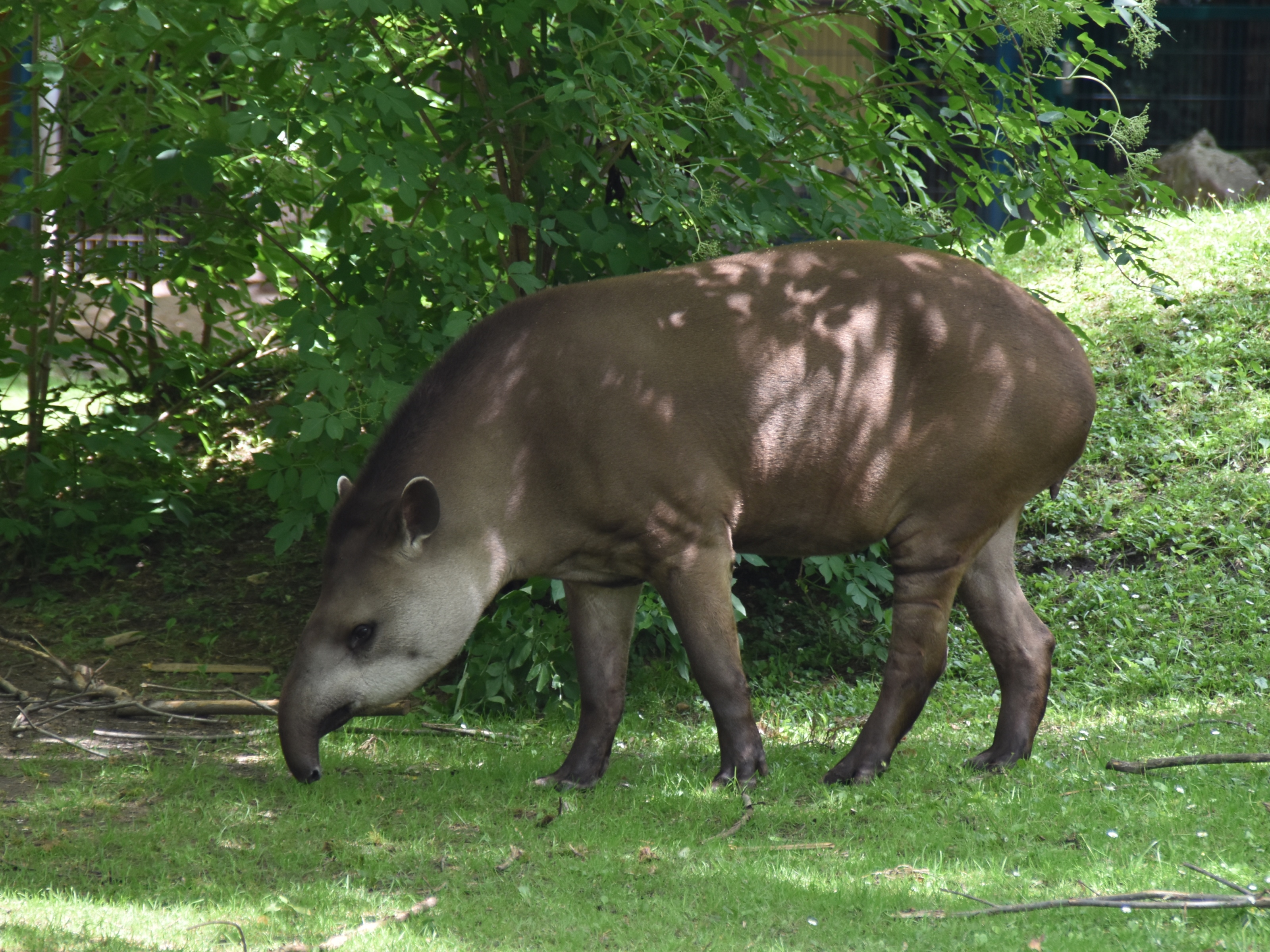
Anta, deutsch: Tapir

Der Name Rio das Antas bedeutet Tapirfluss und bezieht sich auf die Tapire (portugiesisch: Antas), die an den Flussufern anzutreffen sind.

## Geografie

### Lage
Das Einzugsgebiet des Rio das Antas befindet sich auf dem Segundo Planalto Paranaense (Zweite oder Ponta-Grossa-Hochebene von Paraná).

### Verlauf
Sein Quellgebiet liegt im Munizip Rio Branco do Ivaí auf 535 m Meereshöhe etwa 6 km südwestlich der Ortschaft Rio Branco do Ivaí in der Nähe der Straße PR-535 nach Cândido de Abreu.
Der Fluss verläuft zunächst in westlicher Richtung und wendet sich nach etwa 9 Kilometern in Richtung Norden und weiter nach Nordwesten. Er fließt gegenüber von Munizip Ariranha do Ivaí von rechts in den Rio Ivaí. Er mündet auf 421 m Höhe. Er ist etwa 19 km lang.

### Munizipien im Einzugsgebiet
Der Rio das Antas verläuft vollständig iinnerhalb des Munizps Rio Branco do Ivaí.